# 에이밍
에이밍(본명: 김하람, 2000년 7월 20일 ~ )은 대한민국의 리그 오브 레전드 프로게이머로 아이디는 Aiming이다. 포지션은 AD 캐리이다. 현재 Dplus KIA에서 활동하고 있다.

## 선수 생활
2016년 10월 SK텔레콤 T1에 입단하면서 프로 커리어를 시작했다. 2016시즌 종료 이후 팀에서 퇴단했다.
2018시즌을 앞두고 아프리카 프릭스에 입단했다. 스프링 시즌에서는 크레이머의 서브 선수로 활동했다. 하지만 부적절한 언어 사용으로 인해 징계를 받아 스프링 시즌을 조기에 마감했다. 서머 시즌에서는 크레이머를 밀어내고 팀의 주전 원딜러로 활동했다.
2019 스프링 시즌에서는 부진한 모습을 보여주었다. 하지만 스프링 2라운드에서는 쏠에게 주전 자리를 내주었다. 서머 시즌에서는 좋은 모습을 보여주면서 팀의 포스트시즌 진출에 기여했다.
2020시즌을 앞두고 KT 롤스터에 입단했다. 스프링 시즌에서는 좋은 모습을 보여주면서 팀의 포스트시즌 진출에 기여했다. 서머 시즌에서도 좋은 모습을 보여주었다. 하지만 롤드컵 선발전에서는 부침에 빠지며 팀의 탈락에 일조하고 말았다.
2021시즌을 앞두고 BLG 핑안은행에 입단했다.
2022시즌을 앞두고 KT 롤스터에 입단하였다.
2024시즌을 앞두고 Dplus KIA에 입단했다.

## 소속팀
| # | 팀명            | 소속 기간               | 소속 리그 | 비고 |
| - | --------------- | ----------------------- | --------- | ---- |
| 1 | SK텔레콤 T1     | 2016.10 ~ 2016.12       | LCK       |      |
| 2 | 아프리카 프릭스 | 2017.11.20 ~ 2019.11.19 | LCK       |      |
| 3 | KT 롤스터       | 2019.11.19 ~ 2020.11.17 | LCK       |      |
| 4 | BLG 핑안은행    | 2020.12.16 ~ 2021.11.19 | LPL       |      |
| 5 | KT 롤스터       | 2021.11.19 ~ 2023.11.21 | LCK       |      |
| 5 | Dplus KIA       | 2023.11.23 ~            | LCK       |      |